# Cryptolithodes typicus
Cryptolithodes typicus är en kräftdjursart som beskrevs av Brandt 1848. Cryptolithodes typicus ingår i släktet Cryptolithodes och familjen trollkrabbor. Inga underarter finns listade i Catalogue of Life.

## Bildgalleri

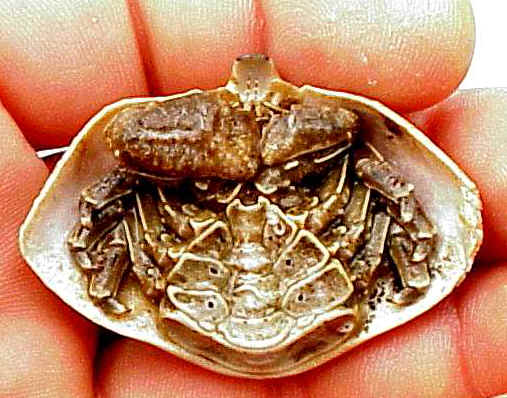
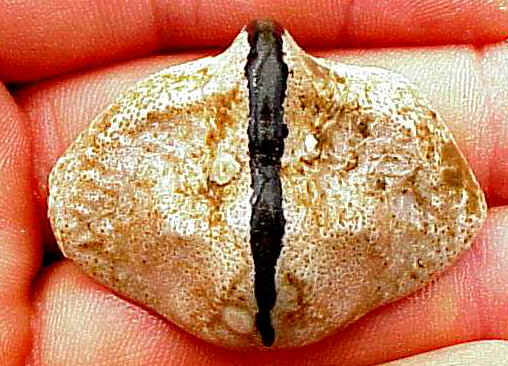